# Гильмуллин, Ленар Ильдусович
Лена́р Ильду́сович Гильму́ллин (тат. Ленар Илдус улы Гыйльмуллин; 17 июня 1985, Казань — 22 июня 2007, Казань) — российский футболист, выступавший на позиции защитника. Воспитанник казанского футбола, выступал за казанский «Рубин» на протяжении всей своей короткой карьеры, сыграв два официальных матча за молодёжную сборную России. В ночь с 17 на 18 июня 2007 года попал в ДТП, скончался спустя четыре дня.

## Семья
Ленар Гильмуллин родился 17 июня 1985 года в Казани. Мать — Наиля Рафкатовна; у Ленара были старший брат Ильдар и двоюродная сестра Эльмира, а также двоюродный племянник Карим. По национальности — татарин, по вероисповеданию был мусульманином. Со школьных лет встречался с девушкой по имени Лиля: они расстались спустя чуть больше года после выпуска из школы, однако сохранили дружеские отношения до конца жизни Гильмуллина.
По словам тренера «Рубина-2» Рустема Хузина, семья Гильмуллина жила «небогато», а руководитель пресс-службы «Рубина» Максим Лопухов говорил, что у игрока было «непростое» детство. При этом после начала игровой карьеры Гильмуллин начал много путешествовать, побывав в таких странах, как Швейцария и Япония. Также любил животных: семья держала кота и собаку (по совпадению, кот и щенок умерли спустя месяц после смерти Гильмуллина).

## Карьера
Футбольная карьера Гильмуллина началась в детско-юношеской спортивной школе «Мотор»: мать Наиля Рафкатовна изначально повела его в секцию лёгкой атлетики, однако в тот день не было занятий, а на будущего игрока внимание обратил футбольный тренер Владимир Савельев. Играть Гильмуллин начинал на позиции нападающего из-за высокой скорости, однако позже он перешёл в школу «Рубина», став привлекаться к игре на позиции защитника: тренеры полагали, что попасть в основу клуба будет реальнее с этой позиции. Гильмуллин выступал в 2001—2002 годах за «Рубин-2» (тренировался у Валерия Чапчурова и Юрия Уткульбаева), а в 2003—2004 годах за дубль «Рубина». По словам игрока Марата Сагирова, в своей возрастной группе Гильмуллин выделялся скоростью, дриблингом и неуступчивостью в единоборствах.
В 2005 году Гильмуллина начали привлекать в основную команду «Рубина». 9 июля 2005 года в 15-м туре чемпионата России он впервые попал в заявку команды на матч против «Шинника», но на поле не вышел. 16 октября того же года он вышел на поле в стартовом составе матча против ЦСКА («Рубин» проиграл 1:2), а всего в том сезоне сыграл 4 матча в чемпионате России (выходил под номером 18 на поле). 12 ноября 2006 года он забил свой первый гол в чемпионате России, поразив ворота клуба «Луч-Энергия», однако «Рубин» проиграл ту встречу 1:2. В том году Гильмуллин также отметился голевым пасом в матче 29 октября против московского «Торпедо», в котором казанцы победили 2:1, а за сезон всего сыграл 14 матчей, заработав 4 жёлтые карточки.
В сборные России Гильмуллин привлекался с 15 лет, попав в юниорскую сборную в феврале 2000 года и отправившись на сборы в Анапу. За молодёжную сборную России, составленную из игроков не старше 21 года, он сыграл всего два матча. 16 ноября 2005 года он вышел на 39-й минуте в матче против Дании вместо Руслана Нахушева: в этом ответном стыковом матче за выход на молодёжный чемпионат Европы россияне проиграли 1:3, оставшись всемером в конце матча. Вторую игру Гильмуллин провёл 19 мая 2006 года против Беларуси, выйдя в стартовом составе и уступив место на 62-й минуте Алексеею Житникову, а в матче счёт не был открыт. Пресса рассматривала Гильмуллина как конкурента Александра Анюкова на место в сборной России.
В 2007 году Гильмуллин сыграл 11 матчей за «Рубин» в РФПЛ, заработав три жёлтые карточки и забив свой второй гол в игре против «Локомотива» 17 марта, которая завершилась поражением казанцев со счётом 1:2. Свой последний матч за «Рубин» Гильмуллин отыграл 16 июня 2007 года в матче чемпионата России против самарских «Крыльев Советов», завершившемся победой «Рубина» 1:0: он провёл все 90 минут на поле, а на 88-й минуте заработал предупреждение. После игры Гильмуллин и ещё один игрок «Рубина» Сергей Будылин отправились на допинг-контроль, однако из-за сильного обезвоживания не могли пройти час процедуру: игроки выпили несколько бутылок безалкогольного пива.[значимость факта?]
Всего Гильмуллин сыграл 29 матчей в Премьер-лиге, забив два гола. По словам игрока «Рубина» Ансара Аюпова, Гильмуллину поступали предложения из московского «Динамо». В то же время, по мнению Бердыева, Гильмуллин имел шансы уехать играть за границу.

## ДТП и смерть
17 июня 2007 года Ленар Гильмуллин отмечал свой день рождения: сначала он провёл время у родных, а затем вечером поехал на встречу с друзьями. По одним данным, ночью он отмечал праздник в клубе «Арена» в центре Казани, по другим — сначала в клубе «51 штат», куда зашёл около полуночи, а затем в баре «69». После закрытия бара Гильмуллин планировал отправиться в ресторан «Сахара», куда пешком можно было дойти за 5 минут. Однако по непонятным причинам Гильмуллин заинтересовался припаркованным рядом с баром мотоциклом, заведя разговор с хозяином байка и попросив прокатить его по городу: по одной из версий, это был байкер, знакомый Гильмуллина. Гильмуллин сел на заднее сиденье мотоцикла и отправился на прогулку с неким человеком в сторону аэропорта. Некоторые источники утверждали, что Гильмуллин находился в состоянии алкогольного опьянения.
Ранним утром 18 июня в 5:15 в районе Танкового кольца двое человек обнаружили лежащего в канаве Гильмуллина рядом с мотоциклом: у футболиста была тяжёлая черепно-мозговая травма. Они вызвали примерно через 15 минут скорую помощь, которая доставила игрока в реанимацию Научно-исследовательского центра Татарстана «Восстановительная травматология и ортопедия», подключив к аппарату искусственного дыхания. Следствие установило, что на месте происшествия не было столкновения, а позже следствие заключило, что водитель в какой-то момент не справился с управлением, и мотоцикл выбросило в кювет. Сам же водитель скрылся в неизвестном направлении. По словам игрока Ансара Аюпова, сообщалось, что водитель в какой-то момент «дал газу», а Гильмуллин слетел с мотоцикла и ударился головой.
К полудню в больницу прибыли трое игроков «Рубина», главный тренер команды Курбан Бердыев и клубный врач. Бердыев постоянно дежурил у больницы и старался подключить все свои связи, чтобы хоть как-то помочь игроку и врачам, закупив даже партию дорогих лекарств. Изначально врачи говорили о состоянии Гильмуллина, находившегося в коме как стабильно тяжёлом, отметив, что к 15:30 наметилось улучшение. Директор НИИ Равиль Хабибьянов, ссылаясь на профессиональную этику, не комментировал подробно состояние, ограничиваясь тем, что Гильмуллин хотя и был не в том состоянии, чтобы подвергаться хирургическому вмешательству, но «самостоятельно стал держать давление». Однако в последующие дни сообщалось о крайне тяжёлом состоянии игрока и отсутствии динамики: всё это время Гильмуллин оставался подключённым к аппарату. Несмотря на усилия врачей, 22 июня в 22:23 Ленар Гильмуллин скончался.
Ленар Гильмуллин был похоронен на Сухорецком кладбище Казани. В те же дни из клуба был отчислен полузащитник Джамбулад Базаев, который до этого выходил в команде не так часто: в прессе появились сообщения, что президент клуба Александр Гусев обвинял Базаева в том, что тот якобы не уследил за Гильмуллиным в ночь происшествия. Сам Базаев утверждал, что был последним из игроков «Рубина», находившихся в ночном клубе на дне рождения, а его уход из команды случился по совпадению в то же время, что и гибель Гильмуллина. В то же время ответственности за гибель Гильмуллина с себя он не снимал, утверждая, что если бы увидел, как тот садился на мотоцикл, то «самолично запихнул бы его в багажник машины».

## Расследование
Прокуратура Казани возбудила уголовное дело по факту нарушения правил дорожного движения, повлекшего по неосторожности смерть человека (часть 2 статьи 264 УК РФ), которое вёл следователь специального следственного отдела по расследованию ДТП МВД по Республике Татарстан Сергей Крылов. Рассматривалась версия о несчастном случае: СМИ утверждали, что виновником был Дмитрий Карпеев (по другим данным, Колчин), который уже два года был в федеральном розыске за дезертирство. В итоге 15 сентября 2015 года уголовное дело было прекращено в отношении подозреваемого в виду отсутствии состава преступления в действиях.
В первые дни после гибели Ленара Гильмуллина его старший брат Ильдар утверждал, что у футболиста не было переломов рук и ног, а судя по следам на одежде, его волокли по земле. Изначально утверждалось о том, что у Гильмуллина украли крупную сумму денег (от 34 до 37 тысяч рублей), однако позже в личных вещах Гильмуллина нашли как деньги, так и ключ с золотым брелоком. При этом не были найдены его мобильный телефон и техпаспорт на новый автомобиль. Спустя много лет Ильдар Гильмуллин заявил, что гибель Гильмуллина могла быть всего лишь несчастным случаем, а версию о криминальной составляющей он выдвигал исключительно в состоянии аффекта и на эмоциях. По его словам, водитель мотоцикла всё же был найден, однако никакого облегчения семье это не принесло, поскольку «человека уже не вернёшь». Случаем Гильмуллина интересовалась съёмочная группа шоу «Битва экстрасенсов», однако семья отказалась от съёмок.

## Память
На следующий матч чемпионата России против «Кубани», состоявшийся 23 июня, казанцы вышли с чёрными траурными повязками. «Рубин» в той встрече победил 1:0, а игроки посвятили победу Ленару Гильмуллину. Премиальные за победу в матче над «Кубанью» игроки передали семье погибшего игрока: на собранные деньги, со слов Ильдара Гильмуллина, был построен дом. Сама команда с большим трудом доиграла сезон до конца, поскольку была морально раздавлена гибелью Гильмуллина.
По просьбе Курбана Бердыева игровой номер 17, под которым играл Гильмуллин, был выведен из обращения и посмертно закреплён в клубе за игроком. Также с 2009 года осенью ежегодно в Казани проводится турнир памяти Ленара Гильмуллина среди детей до 13 лет, в котором участвуют российские и иностранные футбольные школы и академии (в одном из розыгрышей участвовала академия «Барселоны»).

## Стиль игры
Гильмуллин назывался универсальным футболистом, поскольку умел играть на обоих флангах защиты. Курбан Бердыев отмечал, что тот обладал хорошей скоростью, выносливостью и предчувствием на быструю контратаку: он мог играть на позиции крайнего защитника, а его перспективы позволяли ему гипотетически бороться с Александром Анюковым за место в сборной России. Также он говорил, что Гильмуллин был излишне эмоциональным, а на критику реагировал хоть и адекватно, но «задним числом». Бердыев при этом крайне требовательно относился к Гильмуллину, а после смерти игрока сказал, что «не сберёг его». По словам тренера «Рубина-2» Рустема Хузина, Гильмуллин был одним из самых талантливых футболистов в истории татарского футбола.
О Гильмуллине родные и близкие, а также многочисленные игроки «Рубина» неоднократно отзывались как о крайне открытом человеке и о душе компании: в частности, Александр Бухаров отмечал, что Гильмуллин был добродушным и дружелюбным игроком, у которого не было никогда врагов, а после ссоры он легко мирился. Руководитель пресс-службы «Рубина» Максим Лопухов, отмечая работоспособность футболиста и его таланты (в том числе умение играть головой), говорил, что он был слишком открытым для общения, что негативно влияло на его карьеру и могло стать предпосылкой к гибели игрока. Также в клубе неоднократно сравнивали Гильмуллина с будущим капитаном мадридского «Реала» Серхио Рамосом.
Бывший игрок «Рубина-2» Айдар Хадиуллин, который много общался с Гильмуллиным за пределами футбольного поля, говорил, что тот хорошо бежал и бил для своего возраста, однако дополнительно занимался, уделяя серьёзное внимание тренировочному процессу: в перспективе, по мнению Хадиуллина, Гильмуллин мог вырасти в «мастера большого калибра». Как человека он называл его исключительно открытым, который никогда не проявлял гонор или спесь.